# Biểu tình Los Angeles tháng 6 năm 2025
Vào ngày 6 tháng 10 năm 2025, các cuộc biểu tình bắt đầu nổ ra tại Los Angeles sau khi Cơ quan Thực thi Di trú và Hải quan (ICE) tiến hành đột kích một số địa điểm trong thành phố để bắt giữ những người bị cáo buộc có liên quan đến hành vi nhập cư bất hợp pháp và các vi phạm khác. Một số cuộc biểu tình đã chuyển biến thành bạo lực khi người tham gia đối đầu với lực lượng cảnh sát Los Angeles (LAPD) và ICE. Tuy nhiên, phần lớn các cuộc biểu tình diễn ra trong hòa bình và chỉ giới hạn trong phạm vi năm khu dân cư tại trung tâm thành phố Los Angeles.
Vào ngày 7 tháng 6, các cuộc đụng độ nổ ra giữa người biểu tình và lực lượng liên bang tại Paramount và Compton trong quá trình thực hiện đột kích. Tổng thống Donald Trump đã quyết định triển khai Lực lượng Vệ binh Quốc gia California, huy động 2.100 thành viên đến hỗ trợ tình hình tại thành phố. Các cuộc biểu tình được tổ chức bởi nhiều nhóm khác nhau, và người tham gia cũng bao gồm những cá nhân không liên quan đến các tổ chức này. Để đối phó với tình hình, Lầu Năm Góc đã triển khai 700 lính thủy đánh bộ vào ngày 9 tháng 6 để tăng cường sự hiện diện quân sự tại khu vực. Các đối thủ của hành động này, bao gồm Thống đốc California Gavin Newsom, đã chỉ trích phản ứng của quân đội là quá vội vàng, mang tính kích động và có động cơ chính trị, đồng thời cho rằng đây là một hành động độc đoán. Trong suốt các cuộc biểu tình, hàng trăm người đã bị bắt giữ, và cả nhân viên thực thi pháp luật lẫn người biểu tình đều bị thương.

## Bối cảnh
Vào tháng 11 năm 2024, sau chiến thắng của Donald Trump trong cuộc bầu cử tổng thống Hoa Kỳ, Hội đồng thành phố Los Angeles đã tuyên bố thành phố này là "thành phố trú ẩn". Chính sách nhập cư của Trump đã làm dấy lên mối lo ngại trong cộng đồng người nhập cư tại California. Các quan chức của Trump cảnh báo rằng các thành phố trú ẩn sẽ là mục tiêu của các chiến dịch trấn áp nhập cư. Trong chiến dịch tranh cử tổng thống năm 2024, Trump đã cam kết sẽ sử dụng quân đội để chấm dứt các cuộc biểu tình mà không cần sự đồng ý của các thống đốc tiểu bang, một động thái mà các cố vấn của ông đã khuyên ông không nên thực hiện trong nhiệm kỳ đầu. Ông cũng tuyên bố sẽ sử dụng quân đội để đối phó với "kẻ thù bên trong".
Vào tháng 5 năm 2025, chính quyền Trump bắt đầu triển khai chiến lược trục xuất mới, trong đó tập trung vào việc nhắm mục tiêu vào các nơi làm việc. Chiến lược này nhắm đến những người lao động bị cáo buộc nhập cư trái phép, với mục tiêu tăng cường kiểm tra và bắt giữ tại các doanh nghiệp có dấu hiệu sử dụng lao động không hợp pháp.

## Diễn biến

### 6 tháng 6
Vào khoảng 9:15 sáng thứ Sáu theo giờ PDT, một cuộc đột kích nhập cư đã được tiến hành tại Khu Thời trang Los Angeles; đồng thời hai cuộc đột kích khác cũng diễn ra tại một cửa hàng bán buôn quần áo và một cửa hàng Home Depot ở Westlake. Các đặc vụ tham gia đột kích được xác định là từ Cục Điều tra Liên bang, Cục An ninh Nội địa và Cục Rượu, Thuốc lá, Súng và Chất nổ. Cơ quan An ninh Nội địa tuyên bố rằng 44 người đã bị bắt vì nghi ngờ vi phạm luật nhập cư, trong khi một người khác bị bắt vì tội cản trở công vụ. Bill Essayli, quyền luật sư Hoa Kỳ tại Quận Trung tâm California, cho biết David Huerta, chủ tịch Liên đoàn Công nhân Dịch vụ Quốc tế tại California, đã bị bắt vì chặn một chiếc xe và bị buộc tội âm mưu cản trở một sĩ quan. Huerta bị thương và được đưa đến bệnh viện, sau đó được chuyển đến Trung tâm Giam giữ Metropolitan.
Các cuộc đụng độ giữa người biểu tình và các nhân viên ICE mặc đồ chống bạo động xảy ra gần cửa hàng Home Depot ở Westlake. ICE cũng đã bắt giữ một số người tại một cửa hàng quần áo và xảy ra các cuộc đụng độ với các nhà hoạt động. Tiếp theo, một cuộc đụng độ lớn giữa người biểu tình và các đặc vụ đã nổ ra tại Trung tâm Giam giữ Metropolitan. Khoảng 200 người biểu tình đã ở lại cơ sở này cho đến 7 giờ chiều PDT, khi Sở Cảnh sát Los Angeles tuyên bố cuộc biểu tình là "tụ tập bất hợp pháp" và ra lệnh giải tán. Khi "một số người biểu tình ném những mảnh bê tông vỡ về phía cảnh sát", Sở Cảnh sát Los Angeles đã can thiệp vào cuộc đối đầu bằng cách sử dụng hơi cay, bình xịt hơi cay và lựu đạn gây choáng để giải tán đám đông. Sau đó, cảnh sát đã sử dụng đạn dược ít gây chết người và phát động một cảnh báo chiến thuật toàn thành phố vào lúc 8:24 tối PDT.